# LSI公司
LSI公司（英語：LSI Corporation）是一家总部位于美國加利福尼亚州聖荷西的电子公司，其主要业务是设计ASIC、主机总线适配器、RAID适配器、存储系统和计算机网络产品。公司在台湾使用中文名为“美商艾薩股份有限公司”，其在中国上海的分公司名为“艾萨华科技（上海）有限公司”。

## 历史
Wilfred Corrigan于1979年辞掉快捷半导体公司（Fairchild Semiconductor）的首席执行官职务后，开始着手在加利福尼亚州的米尔皮塔斯(Milpitas)创建LSI公司，当时公司的主要业务是半导体ASIC。公司的其他三位创始人还包括Bill O'Meara（负责市场营销与销售）、Rob Walker（负责工程设计）及Mitchell "Mick" Bohn（负责财务）。公司于1981年宣布正式成立，起始资金为600万美元，来自红杉资本（Sequoia Capital）等著名风险投资公司。截至1982年3月，公司完成了第二轮引资工作，又筹集了1600万美元。1983年5月13日星期五，公司在纳斯达克股票交易所上市，股票代号为LSI，IPO市值高达1.53亿美元，创下了当时有史以来最大规模的技术公司IPO市值记录。
LSI在米尔皮塔斯拥有自己的晶圆制造厂、封装和测试设施，并利用东芝公司的富余生产能力制造产品，因此也是早期无工厂半导体制造模式的践行者之一。LSI Logic在日本、欧洲和加拿大建立了独立的联营公司，将业务范围扩展到全球。位于日本东京的Nihon LSI Logic公司于1984年4月以私募方式成功融资了2000万美元。位于英国布拉克内尔的LSI Logic公司于1984年6月以私募方式成功融资了2000万美元。位于加拿大阿尔伯塔（Alberta）卡尔加里（Calgary）的 LSI Logic Canada公司则在多伦多股票交易所上市。各联营公司均通过联盟、收购或独立发展的模式努力开发自己的制造能力。LSI于1985年与日本第三大钢铁制造商川崎钢铁公司成立合资公司，投资1亿美元在現今的茨城縣筑波市建立晶片制造厂。
LSI推出业界首款ASIC系列产品，可帮助客户利用最先进的专用CAD工具（Logic Design System，简写LDS）设计定制“閘阵列”芯片。最初的产品线采用射极耦合逻辑（ECL）技术，不过很快就转而采用高速互补金属氧化物半导体（CMOS）技术，有助于帮助系统设计人员降低成本和功耗。随着时间的推移，LSI Logic通过在标准电池、结构化阵列、DSP和微处理器（如MIPS与SPARC）领域长期开展先锋研发工作，不断丰富产品系列和IP库，逐渐实现了“系统單晶片”解决方案的全方位设计开发。

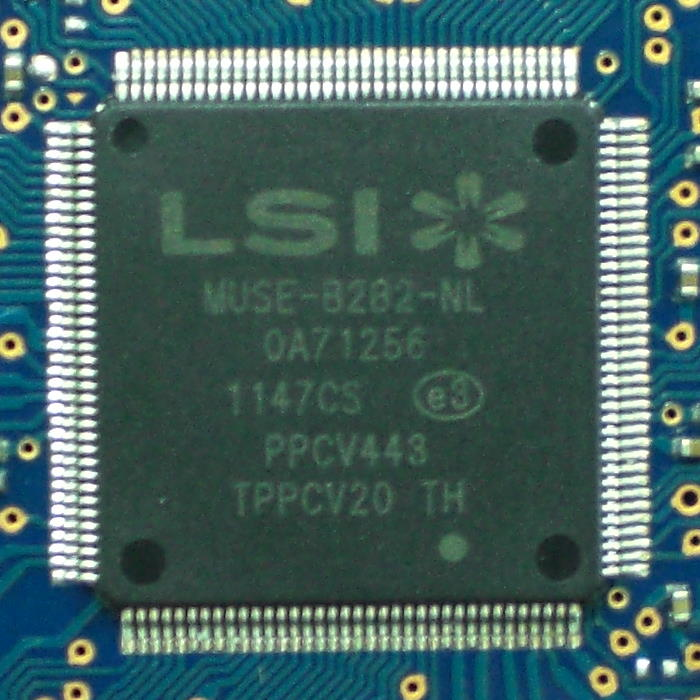
LSI公司的SATA控制晶片MUSE-B282-NL

随着ASIC市场的成熟，第三方设计工具的不断普及，同时制造厂建设成本的不断提高，代工制造模式逐渐推广，LSI于2005年重新成为无工厂半导体设计公司。在发展ASIC业务期间，LSI Logic在微处理器、通信设备和MPEG视频压缩设备等核心技术方面进行大规模投资。这些核心技术与公司并购相结合，有助于LSI更好奠定知识产权权利人的地位。LSI于1998年从Hyundai收购了Symbios Logic。2006年，公司迎来了成立25周年纪念。
LSI于2007年4月2日成功完成了与Agere Systems的合并，将公司名称从LSI Logic公司正式更名为LSI公司。LSI公司在纽约证券交易所股票上市，代号为LSI。
2008年4月，LSI与Nortel公司、Accton科技公司、Telrad网络公司、Aricent公司、Nakina系统公司、Dimark技术公司、VIA科技公司、Infineon科技公司以及Mediatrix电信联合成立了MSBG联盟。
2012年4月，LSI宣布已經買下聖荷西Ridder Park Drive上的兩棟相連的大樓，作為新的總部，並將於2013年初完成搬遷，不再租用米尔皮塔斯的三個據點。2012年12月19日，LSI轉回至纳斯达克掛牌，股票代号依然为LSI。
2013年12月，安華高科技（Avago Technologies）宣布以66亿美元全面收购LSI。

## 产品
- LSI设计定制硅技术（ASIC）、主机总线适配器、RAID适配器、存储系统、扩展器和软件。——LSI存储产品部。LSI存储产品
- 通过与Agere合并，LSI还新增因特网协议语音传输（VoIP）、调制解调器芯片组、硬盘驱动器、USB和其他网络产品系列——LSI网络产品部。LSI网络产品 （页面存档备份，存于）
- 通过购并Sandforce，LSI又新增固态硬盘控制器的产品系列。

## 兼并收购
- LSI于1998年8月从Hyundai成功收购Symbios Logic。
- LSI于2001年3月通过换股并购交易方式成功收购C-Cube。 （页面存档备份，存于）.
- LSI于2001年9月通过现金交易方式成功收购AMI的RAID适配器部。
- LSI于2002年9月从IBM成功收购Mylex。
- 2006年12月，LSI声称希望通过全股票交易方式与Agere进行合并。.
- LSI于2007年2月以约5500万现金的价格收购SiliconStor。
- LSI于2007年4月2日成功完成与Agere Systems的合并
- LSI于2007年6月27日宣布Cirrus Logic视频部的分出公司（Spin-off）Magnum Semiconductor, Inc.收购LSI消费类产品部。
- LSI 2007年9月5日宣布以8500万美元现金收购Tarari的计划。
- LSI于2007年10月24日完成了将其移动部出售给Infineon Technologies AG的工作。
- LSI于2008年3月10日宣布达成收购Infineon硬盘驱动器业务的协议。
- LSI于2012年1月宣布以3.22亿美元现金全面收购SandForce。 （页面存档备份，存于）
- LSI于2013年12月被博通 (Avago)收购。 （页面存档备份，存于）
- LSI于2014年5月正式被併入博通 (Avago)集团。 （页面存档备份，存于）